# Mateo Kovačić
Mateo Kovačić (Linz, Àustria, 6 de maig de 1994) és un futbolista professional croat que juga com a migcampista pel Manchester City FC i la selecció de Croàcia.
Kovačić va jugar habitualment com a interior o migcampista destructiu a l'Inter, tot i que és considerat un migcampista versàtil, que ha jugat en diferents posicions, i que es pot adaptar a jugar a l'esquerra, o bé com a migcampista atacant en cas que calgui.

## Trajectòria esportiva

### Començaments
És austríac de naixement, ja que va néixer a la ciutat de Linz. Fill de pares bosniocroates procedents de Kotor Encalloš (Bòsnia i Hercegovina). Va començar a jugar a les categories inferiors del LASK Linz quan residia a Àustria. L'any 2007, quan tenia 13 anys, va despertar l'interès de diversos clubs europeus com la Juventus, el VfB Stuttgart o l'Ajax entre d'altres. No obstant això, els seus pares van optar per traslladar-se a Zagreb i va entrar en l'acadèmia del GNK Dinamo de Zagreb.
Kovačić va patir una greu lesió el 2009, quan es va trencar la cama, però retornà als camps després de recuperar-se el 31 de maig de 2010, jugant el darrer partit de la lliga Sub-17 de Croàciaj, en una victòria per 5–0 contra l'RNK Split Sub-17.

### GNK Dinamo Zagreb
Va començar a entrenar amb el primer equip a les ordres de l'entrenador Vahid Halilhodzic, quatre mesos més tard, el 6 d'octubre de 2010, però va continuar jugant amb l'equip filial durant un mes. A finals del mes, el diari esportiu local, Sportske novosti, va afirmar que un agent de l'Arsenal FC estava observant al jugador.
El 20 de novembre, va debutar en lliga davant del Hrvatski Dragovoljac, marcant el quart gol del Dinamo en una victòria per 6-0. Que marqués un gol va fer que es convertís en el jugador més jove eb narcar un gol a la lliga croata, amb 16 anys i 198 dies, aconseguint batre el rècord de Dino Spehar, que va marcar amb 16 anys i 278 dies davant l'NK Osijek una setmana abans. En la seva primera temporada amb el primer equip, va jugar 7 partits, contribuint a la consecució del campionat de lliga.
La temporada 2011-12, ràpidament es va tornar habitual en l'equip. Habitualment, jugava com a migcampista esquerre en un sistema de formació 4-2-3-1. En els començaments de la temporada, va ajudar l'equip a classificar-se a la fase de grups de la Lliga de Campions de la UEFA després de 12 anys sense aconseguir-ho. Amb només 17 anys, va jugar de titular contra el Reial Madrid en el primer partit de la fase de grups. Va finalitzar la seva primera temporada europea marcant un gol davant l'Olympique de Lió en l'últim partit de la fase de grups, convertint-se en el segon jugador més jove a marcar en una fase de grups de la competició. En la lliga, va esdevenir un jugador titular habitual, jugant 25 partits i marcant 5 gols. En el partit davant l'NK Lucko, va esdevenir el jugador més jove de la història de l'equip en ser capità, prenent la capitania de Leandro Cufré. Va ser una altra bona temporada, ja que va jugar 32 partits entre lliga i copa i va ajudar l'equip a aconseguir el seu setè campionat de lliga consecutiu. Va marcar en la final de copa davant l'NK Ojisek al Maksimir Stadium. El desembre de 2011, va ser elegit jugador revelació a Croàcia.

### Inter de Milà
El 31 de gener de 2013, es va fer oficial el seu traspàs a l'Inter de Milà. El preu va ser de 15.000.000 €, pagant 11.000.000 € i els 4.000.000 € restants si l'Inter es classificava per a la Lliga de Campions. Se li va adjudicar el dorsal número 10, portat prèviament per Wesley Sneijder.

#### Temporada 2012/13

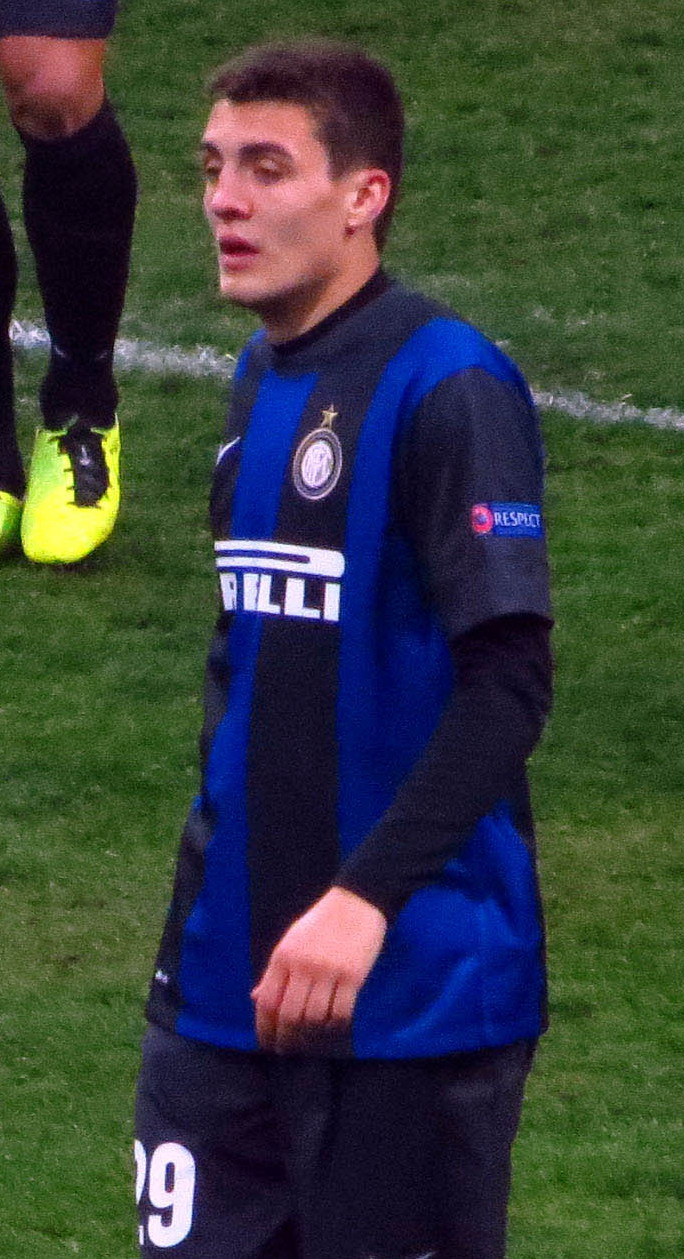
Amb l'Inter de Milà, el febrer de 2013.

Va fer el seu debut tres dies després, el 3 de febrer, entrant com a substitut en el descans en un partit davant l'Siena de la Serie A. El 14 de febrer, va fer el seu debut europeu davant el CFR Cluj en un partit de la Lliga Europea a San Siro. Va assistir a Rodrigo Palau perquè anotés el 2-0 a favor de l'Inter, impressionant a l'afició i rebent una ovació en ser substituït en el minut 89. Va jugar el partit de tornada complet, guanyant per 3-0 i classificant l'equip a la següent ronda de la Lliga Europea.
Va jugar el seu primer partit de lliga com a titular davant l'ACF Fiorentina, perdent per 1-4. A la ronda de setzens de la Lliga Europea, van haver d'enfrontar-se al Tottenham Hotspur FC. Després de perdre per 3-0 al White Hart Lane, l'Inter necessitava guanyar 4-0 a San Siro per passar a la següent ronda. El partit va acabar 4-1, després que es jugués la pròrroga amb Kovacic de titular. Va impressionar a l'afició amb el seu compostura i la seva visió de joc, pel que va rebre una altra ovació. L'entrenador de l'Inter, Andrea Stramaccioni, va destacar les seves habilitats diverses vegades i va afirmar que és "una estrella per al futur".
El 30 de març, va jugar com a titular el derbi d'Itàlia davant la Juventus de Torí a San Siro. La Juve va aconseguir la victòria per 1-2, amb Kovacic començant l'acció que va donar origen al gol de Rodrigo Palacios que posava el 1-1. També va ser titular en el següent partit davant la UC Sampdoria, el qual van guanyar per 0-2. En la sorprenent derrota contra l'Atalanta per 3-4, va donar una assistència a Ricky Álvarez. A la fi de la segona part de la temporada, va jugar tots els partits com a titular i l'Inter va aconseguir una decebedora novena plaça. Al maig, va rebre el premi "Gentleman Revelation of the Year" lliurat per l'afició.

#### Temporada 2013/14
Es va perdre gran part dels entrenaments de pretemporada de l'equip a causa d'unes petites lesions, tornant uns dies abans del primer partit oficial de la temporada de la Coppa Italia davant el Cittadella. Durant les entrevistes de pretemporada, el nou entrenador, Walter Mazzarri, va al·ludir que Kovacic anava a tenir un nou rol en el terreny de joc, similar al de Marek Hamšík al Nàpols. Durant la primera part de la temporada, va jugar ajustant-se a la seva nova posició. Va donar la seva primera assistència a Yuto Nagatomo davant l'Livorno. A diferència de la temporada anterior, no va ser un titular habitual. En els 32 partits de lliga jugats per l'Inter, va ser titular en no més de 14 partits, jugant el partit complet en 8 ocasions. El 10 de maig, en l'últim partit competitiu de Javier Zanetti, va donar tres assistències en una victòria per 4-1 davant la Lazio.

#### Temporada 2014/15
Després de diversos rumors sobre la seva sortida de l'equip, renova fins al 2019. Va començar la temporada en una gran forma física, marcant un hattrick davant el Stjarnan en un partit de la Lliga Europea el 28 d'agost. Va marcar el seu primer gol en lliga en un partit davant el Sassuolo que va acabar amb victòria per 7-0 l'Inter el 14 de setembre. Va marcar l'únic gol del partit en un empat 1-1 davant el Palermo. Va marcar el primer gol en una victòria per 2-0 davant el Chievo Verona i va marcar un gol de volea en un empat 2-2 davant la Lazio. El 6 de gener de 2015, va ser expulsat, en un empat 1–1 amb la Juventus FC per una falta sobre Stephan Lichtsteiner. Tres dies després, Kovačić va renovar el contracte amb l'Inter fins al juny de 2019.

### Reial Madrid CF

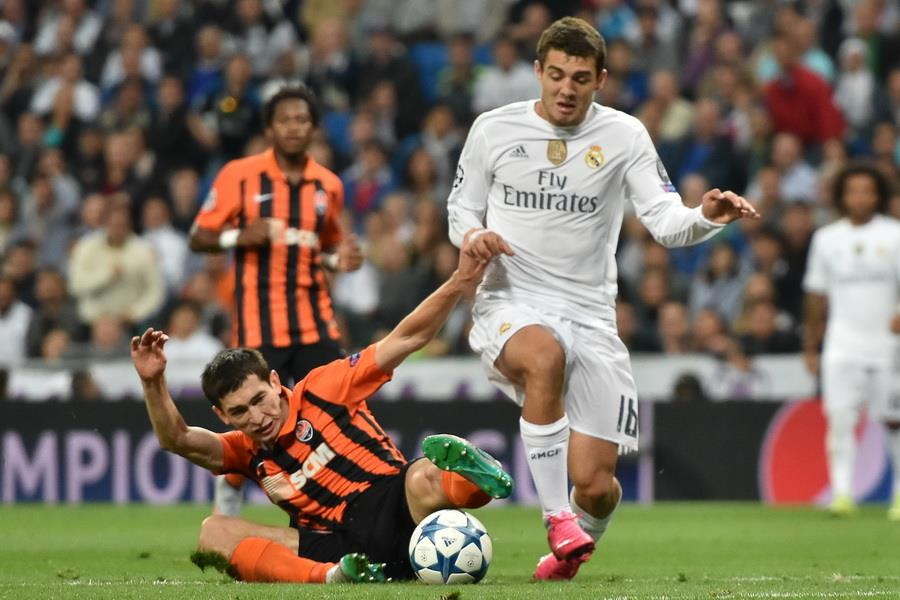
Kovačić jugant pel Reial Madrid en un partit de Champions contra el Shakhtar Donetsk el 2015.

El 16 d'agost de 2015, l'entrenador de l'Inter de Milà, Roberto Mancini, va afirmar que es van veure obligats a vendre alguns dels seus jugadors per complir amb el Fair Play financer de la UEFA, de manera que dos dies després es va oficialitzar el seu fitxatge pel Reial Madrid CF per a les pròximes sis temporades. Real Madrid also confirmed the transfer two days later, announcing that Kovačić had signed a six-year deal with the club. El preu del traspàs es va estimar en 32 milions d'euros, segons el diari britànic The Guardian. Va ser presentat el 19 d'agost a l'Estadi Santiago Bernabéu, quan es va desvelar que duria el dorsal número 16.
Va debutar en la primera jornada de la primera divisió davant el Real Sporting de Gijón, que havia ascendit la temporada anterior, entrant com a substitut en la segona part d'un partit que va finalitzar en empat 0-0.

### Chelsea (cedit)
El 8 d'agost de 2018, Kovačić fou cedit al Chelsea FC per un any. Hi va debutar en una victòria per 3–2 a casa contra l'Arsenal FC el 18 d'agost, tot entrant com a suplent a la segona part.

## Palmarès
Dinamo de Zagreb
- 2 Prva HNL: 2010–11, 2011–12
- 2 Copes croates: 2010–11, 2011–12

Reial Madrid CF
- 3 Lligues de Campions: 2015–16,[49] 2016–17,[50] 2017-18
- 2 Supercopes d'Europa: 2016,[51] 2017
- 2 Campionats del món de clubs de la FIFA: 2016,[52] 2017[53]
- 1 Lliga espanyola: 2016-17[54]
- 1 Supercopa d'Espanya: 2017[55]

Chelsea FC
- 1 Campionat del Món de Clubs: 2021
- 1 Lliga de Campions de la UEFA: 2020-21
- 1 Lliga Europa de la UEFA: 2018-19
- 1 Supercopa d'Europa: 2021

Manchester City FC
- 1 Campionat del Món de Clubs: 2023
- 1 Supercopa d'Europa: 2023
- 1 Premier League: 2023-24